# Große Dumecke
Die Große Dumecke ist ein 2,9 km langer, orografisch rechter Nebenfluss der Möhne in Nordrhein-Westfalen, Deutschland. Der Bach fließt im Stadtgebiet der zum Kreis Soest gehörenden Städte Rüthen und Warstein.

## Geographie
Die Große Dumecke entspringt in Drewer, einem Ortsteil von Rüthen auf einer Höhe von 290 m ü. NN. Von hier aus fließt der Bach zunächst in südwestliche Richtungen. Nördlich vom Drewer Steinbruch wendet sich der Bach nach Süden und passiert den Steinbruch im Westen. Östlich von Belecke mündet der Bach auf 258 m ü. NN rechtsseitig in die Möhne. Bei einem Höhenunterschied von 32 Metern beträgt das mittlere Sohlgefälle 11,0 ‰. Das 10,139 km² große Einzugsgebiet wird über Möhne, Ruhr und Rhein zur Nordsee entwässert.